# Поля (річка)
По́ля (рос. Поля) — річка в Московській області, Росія, права притока річки Клязьма (басейн Волги).
Річка Поля знаходитися на схід від села Короб'ята (Єгор'євський район) на Єгор'євсько-Касимовській моренній гряді, дренує північну частину Московської Мещери і впадає в Клязьму на рівні 102,5 м біля пристані Славинська на кордоні Шатурського району Московської області та Владимирської області.

## Гідрографія
Довжина річки 92 км. Річка рівнинна, лісиста, живлення переважно снігове. Береги лугові, заболочені, особливо в середній течії, в нижній течії — береги піщані, піднесені над рівнем води до 5 метрів. Глибина річки невелика — в середньому близько метра, і навіть у нижній течії влітку є брід глибиною 0,5 метри, максимальна — при весняній повені — 4 метри. Дно переважно торф'яне та піщане. Рівень води мінливий, коливання від межені до повені досягають 2 метрів (Кривандіно). Середня швидкість течії 0,2-0,3 м/с. Вода річки з високим вмістом суспендованого торфу і болотного заліза.
Основні притоки: праві — Воймега, Ячменевка, Болотний, Сєченка, Чащур, Поліха; ліві — Івановка, Луговий, Вішкура, більшість дрібних річок мають випрямлені русла. Крім природних приток існують також прориті в XX столітті численні осушувальні канави зі стоком у річку.

## Населені пункти та господарство на річці
Неподалік від річки розташовано кілька населених пунктів: села Кривандіно, Власово, Шатур, Старовасильєво, Мале Гридіно, Горки, Вороненська, Дмитровка та Гармониха.
У верхній течії безліч бродів та дерев'яних містків, залізобетонний автомобільний міст на дорозі Єгор'євськ — Запутна. Над річкою побудовані залізничні мости: фермовий металевий на лінії Москва — Казань, і на лінії Кривандіно — Мішеронський (під Кривандіно); залізобетонні автомобільні мости на дорозі Куровська — Дмитровський Погост (у Кривандіно) та Власово — Рошаль (під Власово). Крім того в XX столітті на річці побудовано декілька вузькоколійних мостів.
У кінці XIX століття на річці в нижній течії, поряд з урочищем Ілкодіно, діяв водяний млин.

## Визначні пам'ятки
- Село Шатур, кинута дзвіниця та огорожа залишилися від храму XVIII століття на лівому березі річки, святе джерело, яке знаходиться південніше від села.
- Сосна-велетень на лівому березі річки, яка розташована за 6 кілометрів на південь від міста Шатура.
- Недалеко від гирла річки Воймега знаходиться озеро імовірно метеоритного походження — Смердяче.

## Екологія
У басейні річки знаходяться такі великі населені пункти як: Шатура, Рошаль, Шатурторф, Мішеронський, Бакшеєва, з сумарним населенням близько 60 тисяч осіб, і досить розвиненою промисловістю. У середній течії до берегів підступають і орні землі.
Найбільші забруднювачі — стоки очисних споруд Шатури і Рошаля, прямі стоки інших селищ, а також промислових і сільгосппідприємств району.
У басейні Полі розташовані кілька звалищ:
- Закрите, на південь від Мішеронського, обсяг до близько 1 млн т,
- Закрите, на північ від Бакшеєва, обсяг близько 1 млн т,
- Діюче, у південній частині Шатури, проектною ємністю до 1 млн тонн.

У гирлі річки — московський обласний пункт гідрохімічного контролю води.

## Природоохоронні території
По берегах річки виділені декілька комплексних заказників:
- «Верхів'я Полі» в Єгор'євському районі,
- «Великогридінський» з масивами незайманого стародавнього лісу,
- «Долина річки Полі з прилеглими лісами» з масивами стародавнього лісу в Шатурському районі,
- «Правобережжі річки Полі біля селища Кривандіно»,
- «Ліси Туголіського лісництва»,
- «Ліси правобережжя Полі в Рошальському лісництві»,
- «Ліси Мішеронского лісництва»

Сосна-велетень виділена, як ботанічний пам'ятник природи.

## Фауна, рослинність
Річка досить багата рибою, зустрічаються: плітка, окунь, щука, лящ, в'язь, йорж, підуст, жерех.
Ліси по берегах річки переважно змішані сосново-березові, з домішкою верби, вільхи, з домішкою чагарників, зустрічаються і заболочені осокові, очеретові та рогозові луги, у другій половині літа — активне зростання поверхневих водоростей.
Річка доступна для сплаву під час весняної повені.